# Justine Bateman
Justine Tanya Bateman (Rye, 19 februari 1966) is een Amerikaans actrice. Ze speelde onder meer oudste dochter Mallory Keaton in de televisieserie Family Ties (1982-1989) en werd daarvoor genomineerd voor twee Emmy Awards en een Golden Globe. Haar rol in de miniserie Out of Order leverde haar in 2004 een Golden Satellite Award op. Ze schrijft scripts en boeken, produceert en regisseert films en rondde op 50-jarige leeftijd een studie computerwetenschap en digitaal media management af.
Bateman trouwde in 2001 met Mark Fluent, met wie ze in juni 2002 een zoon en in januari 2004 een dochter kreeg. Haar jongere broer Jason is eveneens acteur.

## Filmografie
- Deep Dark Canyon (2013)
- Level 26: Dark Prophecy (2010)
- Hybrid (2007, televisiefilm)
- To Have and to Hold (2006, televisiefilm)
- The TV Set (2006)
- The Hollywood Mom's Mystery (2004, televisiefilm)
- Humor Me (2004, televisiefilm)
- Say You'll Be Mine (1999)
- Highball (1997)
- Kiss & Tell (1997)
- God's Lonely Man (1996)
- The Acting Thing (1996)
- A Bucket of Blood (1995, televisiefilm)
- Another Woman (1994, televisiefilm)
- Terror in the Night (1994, televisiefilm)
- The Night We Never Met (1993)
- Beware of Dog (1993)
- Primary Motive (1992)
- In the Eyes of a Stranger (1992, televisiefilm)
- Deadbolt (1992, televisiefilm)
- The Closer (1990)
- The Fatal Image (1990, televisiefilm)
- Mickey's 60th Birthday (1988, televisiefilm)
- Satisfaction (1988)
- Can You Feel Me Dancing? (1986, televisiefilm)
- Family Ties Vacation (1985, televisiefilm)
- Right to Kill? (1985, televisiefilm)

## Televisieseries
*Exclusief eenmalige gastrollen

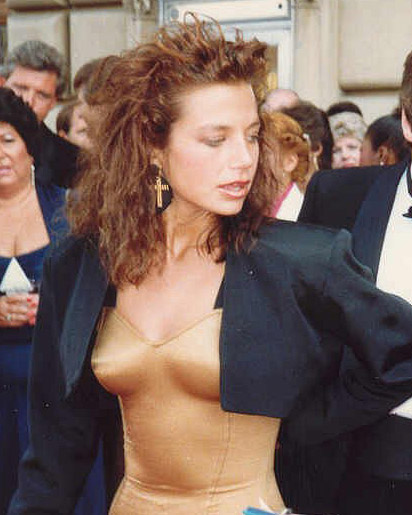
Bateman in 1987

- Desperate Housewives - Ellie Leonard (2008-2012, vijf afleveringen)
- Easy to Assemble - Justine Bateman (2008-2012, twintig afleveringen)
- Californication - Mrs. Patterson (2008, twee afleveringen)
- Men in Trees - Lynn Barstow (2006-2007, tien afleveringen)
- Still Standing - Terry (2004-2005, drie afleveringen)
- Out of Order - Annie (2003, zes afleveringen)
- Men Behaving Badly - Sarah Stretten / ... (1996-1997, 23 afleveringen)
- Lois & Clark: The New Adventures of Superman - Sarah (1996, vier afleveringen)
- Family Ties - Mallory Keaton (1982-1989, 176 afleveringen)
- Tales From the Dark Side - Susan 'Pookie' Anderson (1984, 1 aflevering)

- Bibliothèque nationale de France: cb14047852p (data)
- Gemeinsame Normdatei: 1061975266
- International Standard Name Identifier: 0000 0000 0103 0800
- Nationale Bibliotheek van Tsjechië: xx0170592
- Virtual International Authority File: 51891479
- WorldCat: E39PBJbH3gGDPGRk6jWcY6BF8C